# Talabor
A Talabor régi magyar személynév, lehet, hogy török eredetű, a  jelentése ekkor csataló. A talabor, talabér székely tájszó jelentése kerékkötő eszköz. Vörösmarty Mihály is használta a nevet a Zalán futása című művében, a névadás ihletője talán a Talabor folyó ismeretlen eredetű neve lehetett.

## Rokon nevek
- Talabér:[1] a Talabor alakváltozata.[2]

## Gyakorisága
Az 1990-es években a Talabor és a Talabér szórványos név, a 2000-es években nem szerepelnek a 100 leggyakoribb férfinév között.

## Névnapok
Talabor, Talabér
- július 25.[2]

## Egyéb Talaborok, Talabérek
A magyarországi szlovének körében elterjedt családnév a Talabér, de nem valószínű, hogy összefüggésben van a Talabér keresztnévvel, hanem azonos lehet a szláv Dalibor keresztnévvel.